# Víctor Aristizábal
Víctor Hugo Aristizábal Posada (Medellín, 9 dicembre 1971) è un ex calciatore colombiano, di ruolo attaccante.

## Biografia
Suo figlio Emilio è un calciatore professionista.

## Caratteristiche tecniche
Giocava come attaccante; la sua capacità realizzativa gli ha permesso di diventare il miglior marcatore nella storia del calcio colombiano con 348 reti segnate.

## Carriera

### Club
Inizia la sua carriera nei bianco-verdi dell'Atlético Nacional, e vi rimase nel periodo tra 1990 e il 1996, con una breve parentesi nel Valencia CF, Blackburn  nel 1994. Vince 2 volte il Campionato di calcio colombiano e decide quindi di trasferirsi in Brasile.
Il São Paulo e il Santos saranno le sue squadre di questa sua prima avventura brasiliana, prima di tornare a giocare per due stagioni in Colombia, nel Nacional e al Deportivo Cali. Nel 2002 ha inizio la sua seconda esperienza in Brasile, stavolta nelle file di EC Vitória, Cruzeiro e Coritiba.
Aristizábal è il miglior marcatore straniero del campionato di calcio brasiliano. Possiede anche il record di miglior marcatore colombiano con 348 gol, 173 dei quali segnati con l'Atlético Nacional. Dopo la parentesi brasiliana ritorna al Nacional, vincendo l'Apertura 2005 e  l'Apertura 2007. 
Aristizabal è anche l'unico giocatore ad aver vinto 5 titoli con l'Atlético Nacional. Si è ritirato nel 2007 in seguito ad un infortunio.
È stato definito "il miglior calciatore del mondo, senza palla".

### Nazionale
Tra il 1993 e il 2003 ha giocato 66 partite con la maglia dei Cafeteros, segnando 15 gol. Nella Coppa del Mondo FIFA 1994 non giocò neanche un minuto, ma nella Coppa del Mondo FIFA 1998 ha giocato tutte le 3 partite della sua nazionale. Si è reso protagonista di ottime prestazioni durante la Copa América 2001 (capocannoniere del torneo), nelle qualificazioni per la Coppa del Mondo FIFA 2002 e nella Confederations Cup 2003. Durante le qualificazioni a Germania 2006, escluso dal match contro il Brasile, ha annunciato il suo ritiro dalla nazionale.

## Palmarès

### Club

#### Comoetizioni statali
- Campionato Mineiro: 1

Cruzeiro: 2003

#### Competizioni nazionali
- Campionato colombiano: 6

Atlético Nacional: 1991, 1994, 1999, 2005-I, 2007-I, 2007-II
- Campionato brasiliano: 1

Cruzeiro: 2003
- Coppa del Brasile: 1

Cruzeiro: 2003

#### Competizioni internazionali
- Coppa Interamericana: 1

Atlético Nacional: 1990
- Coppa Merconorte: 1

Deportivo Cali: 2000

### Nazionale
- Coppa America: 1

Colombia 2001

### Individuale
- Capocannoniere della Copa América: 1

Colombia 2001 (6 gol)
- Capocannoniere del Fútbol Profesional Colombiano: 1

2005-II